# عدد ممركز تساعي

عدد ممركز تساعي.

العدد الممركز التساعي هو عدد ممركز مضلع يمثل مضلع تساعي أضلاع منتظم بحيث يكون له نقطة مركزية والنقاط الأخرى تتوزع حولها على طبقات لها شكل متسع.
تعطى صيغة العدد الممركز المتسع للعدد n بالصيغة:
{\displaystyle {(3n-1)(3n-2)} \over 2}.
وأيضاً بضرب عدد مثلثي ذو الترتيب (n - 1) بـ 9 ومن ثم إضافة 1 نحصل على العدد n الممركز التساعي.
تعطى الأعداد الأولى من سلسلة الأعداد الممركزة المتسعة كالتالي:
1 -10 - 298 - 55 - 91 - 136 - 190 - 253 - 325 - 406 - 496 - 595 - 703 - 820 - 946 - ...